# Marapana angulata
Marapana angulata är en fjärilsart som beskrevs av George Thomas Bethune-Baker 1908. Marapana angulata ingår i släktet Marapana och familjen nattflyn. Inga underarter finns listade i Catalogue of Life.